# مذكرة النصيحة
يأتي ذكر مذكرة النصيحة عند الحديث دائمًا عن بدايات البيانات السياسية المعارضة والإصلاحية في المملكة العربية السعودية والتي تقريبًا كانت في أوائل التسعينيات الميلادية من القرن العشرين المنصرم وكانت تطالب بإصلاحات سياسية والتحول الديمقراطي، وتسمية «النصيحة» في السعودية مستقاة من تراث المدارس السنية الإسلامية، وهي المدرسة الدينية الرسمية السعودية، والتي تعطي للملك أو الحاكم عموما سلطة مطلقة باسم «ولي الأمر» في إدارة شؤون الدولة وتأمر بطاعته، فلا تجيز هذه المدرسة معارضة هذا الحاكم، وتسمح فقط بمناصحته بشكل سري، ويأتي هذا بمبرر أن في معارضته والمناصحة العلنية أيضا فتنة قد تسبب بإشاعة الفوضى والحروب والانقسام في البلدان.

## المذكرة
تعتبر مذكرة النصيحة، ثالث البيانات السياسية السعودية في مطلع التسعينات من القرن المنصرم، وسبقها بيانين: العريضة المدنية وخطاب المطالب وتاريخيًا تعتبر المذكرة تطورا عن خطاب المطالب، وذلك بعد توجيه عدة انتقادات للخطاب فيما قبل، وذلك على أخطاء عدة كالعمومية وعدم وضوح المطالب في الخطاب، ليتطور بعدئذ الخطاب من خلال المذكرة، ومجمل البيانين أي الخطاب والمذكرة تعتبر ذات نمط وتوجه إسلامي سلفي، وذلك في تفاعل مع العريضة المدنية والتي تعتبر يسارية عروبية وكانت قد صدرت قبلهما بنصف عام.
وقع على المذكرة 109 أشخاص، معظمهم ذوو توجه إسلامي، ومعظمهم من نجد وآخرون من مناطق السعودية المختلفة. أراد محررو المذكرة إيصال رسالة للملك أن المذكرة مدعومة من أشخاص من مختلف مناطق المملكة. وبينما اتفق الموقعون على المذكرة على المحتوى، اختلفوا حول كيفية تنفيذ أفكارها والضغط على الحكومة. بعضهم أراد إثارة الرأي العام للضغط على العائلة المالكة، وآخرون أرداوا اللجوء للغرب للضغط على الحكومة في إرساء هذه المطالب، وآخرون دعوا للجوء إلى السلاح.

### أسماء الموقعين لمذكرة النصيحة
من أبرز الموقعين على المذكرة والذين قاموا بإعدادها:
- سعد الفقيه
- عايض القرني
- سلمان العودة
- سفر الحوالي
- ربيع المدخلي
- محسن العواجي
- محمد الحضيف
- سعيد بن زعير
- سعود مختار الهاشمي
- سليمان الرشودي
- عبد الله الحامد
- عبد الله بن حمود الطريقي
- عبد الكريم الخضر
- علي الدميني
- مبارك بن زعير
- متروك الفالح
- محمد البجادي
- محمد سعيد طيب
- محمد القحطاني
- مخلف الشمري
- وليد أبو الخير
- سليمان بن إبراهيم الرشودي
- إبراهيم بن محمد السهرقي
- عبد الله بن سليمان الخربوش
- محمد بن زامل
- عبدالله الجلالي
- عبد العزيز القاسم
- إبراهيم الاحمري
- محمد سعد آل مفرح

و شخصيات آخرى :

### حديث عن دور العلماء ودورهم في الحياة وضروة استقلالهم
تدعي المذكرة أن دور العلماء والمؤسسات الدينية في الحياة العامة صغير وهامشي. وتذكر أن العديد من أجهزة الدولة ووزاراتها لا تتشاور مع العلماء، ما يهدد بفصل الدين عن الدولة، الأمر الذي «يهدم الأصل الذي قامت الدولة له من الدعوة للإسلام وتطبيق أحكامه.» وكذلك، تقول المذكرة أن إدماج العلماء في أجهزة الدولة، حد من استقلاليتهم، وأن هناك حساسية مفرطة من قبل أجهزة الدولة المختلفة للأخذ برأي العلماء. كما أكدت المذكرة على قلة اطلاع العلماء على إعلام الدولة السعودية وغياب أي رقابة من قبلهم على موادها مما قد يخالف تعاليم الإسلام. وانتقدت المذكرة حصر دور العلماء في المساجد، ومنعهم من الحديث في المواضيع العامة السياسية مما يهم الناس. وأخيرا، فإن وزارة التعليم والإعلام وغيرها لا تتبع نهجا دعويا يبني، بحسب المذكرة، لبناء شخصية مسلمة متبعة للشرع. 
كحل لهذه المشاكل، اقترحت المذكرة أمرين أساسيين. أولهما تعزيز دور العلماء في المجتمع وثانيهما التأكد من قيام الدولة باتباع الشريعة والجهود الدعوية. فتقترح المذكرة فتح المجال لجهود العلماء والدعاة في المجال العام، وألا يطلب منهم موافقة وزراة الإعلام أو الشؤون الإسلامية للتأليف والنشر والوعظ. وتدعو المذكرة لفتح المجال لإنشاء هيئات وجمعيات دينية مستقلة عن الدولة تكون تحت إشراف العلماء. كما ركزت المذكرة على تقوية هيئة كبار العلماء بتطعيمه بعلماء بناء على علمهم وصلاحهم وصدقهم لا قربهم من الدولة، وألا يفصلوا من الهيئة لأسباب سياسية غير شرعية. واشترطت المذكرة أن تمر كل القوانين الداخلية والمعاهدات الخارجية على الهيئة قبل سنها لإبداء رأيهم فيها. ونادت المذكرة بفتح الباب أمام العلماء من خارج السعودية لإلقاء الدروس والمواعظ وتسهيل دخولهم للبلاد. وبالنسبة إلى السفارات والبعثات الخارجية، فإن على الدولة جعلها منابر للدعوة الإسلامية ومتابعة شؤون المسلمين. وعلى الدولة إنشاء قنوات إعلامية بلغات مختلفة تدعو للإسلام وتعليم أحكامه تبث حول العالم. وهذه النقطة، كما أشار الباحث مأمون فندي، هي إحدى الأمور الأساسية التي كان يدعو لها سفر الحوالي الذي يرى في الإعلام الأمريكي المسيحي الأصولي مناكفة للإعلام الإسلامي. وتنهي المذكرة هذا القسم بالدعوة لتعزيز دور جهاز الأمر بالمعروف والنهي عن المنكر، وأن يعين فيها من هو أهل لها.

### حديث عن أنظمة الدولة ولوائحها
يبدأ هذا القسم بمقدمة حول أهمية تقديم الشريعة الإسلامية فوق أي قانون آخر في التحكيم بين الدولة، وشؤون الفرد والأسرة. وتمتدح المذكرة التصريحات المختلفة «من ولاة الأمر» حول رغبتهم في مراجعة الأنظمة واللوائح لتنقيتها من أي رواسب غير شرعية. وبناء على هذا، فقد رأى مؤلفو النصيحة أهمية الإشارة إلى مواطن التقصير في هذا المجال واقترحوا حلولا شرعية لذلك. 
وبعد تفصيل شرعي حول طبيعة الدولة والأحكام الإسلامية، أدرجت المذكرة عدة نقاط ترى فيها مجالا للتقصير وفرصة للإصلاح، منها استقاء بعض الأنظمة واللوائح في السعودية من الغرب أو من أنظمة علمانية عربية والتساهل في التعاملات الربوية، ومنع غير السعوديين من المسلمين من التملك والتجارة، ومنح شركات ما فرصة لاحتكار السوق كالخطوط السعودية الجوية، وفرض رسوم تجارية لا أصل لها في الشريعة بحسب المذكرة، وغيرها من الانتقادات. كحل لهذا، اقترحت المذكرة عدة نقاط أهمها مراجعة كل الأنظمة واللوائح وإزالة كل ما ليس له أصل شرعي وإنشاء محكمة عليا شرعية تتأكد من مطابقة اللوائح والأنظمة للشريعة، وتدعيم دراسة الفقه والتشريع الإسلامي في الجامعات. 
وباختصار، فإن المذكرة تدعو أن تكون الشريعة مصدر القوانين في البلاد بإدارة فقهاء ضليعين مخلصين، يقدمون الأدلة الشرعية التي استندوا عليها لدى إصدارهم لوائح وأنظمة جديدة. 

### حديث عن القضاء وإصلاحه
بعد مقدمة طويلة في مجال الفقه والتشريع الإسلامي، تصف المذكرة الواقع التشريعي في السعودية بالتالي: 
- أن القضاء ذو طابع مزدوج، فبالإضافة إلى المحاكم الشرعية التابعة لوزارة العدل، فإن هناك لجان إدارية ذات صلاحات قضائية تقوم بإصدار أحكام وتفصل بين النزاعات وهذا مخالف للشريعة حسب نظرهم.
- أن القضاء غير مستقل، فترى أمراء المناطق، ورؤساء البلديات، ووزارة الداخلية تتدخل في شؤونه وتقيد من صلاحياته. وبعدم استقلال القضاء الشرعي، تنتفي سيادة الشرع فوق كل شؤون البلاد العامة والسياسية.
- أن المحاكم الشرعية في بعض مناطق السعودية تعوزها الإمكانيات، سواء المادية أم الموارد البشرية، التي تطور من عملها وترفع من كفائتها.
- أن هناك بطء أو تقاعس في تنفيذ قرارات ديوان المظالم القطعية حول تقصير أجهزة الدولة أو المحاكم التي تقضي بعودة الحقوق إلى أهلها، «إذا ما تعلّقت هذه الأحكام بأجهزة الدولة أو بعض كبار المتنفذين فيها.»

أما ما اقترحت المذكرة من إصلاح فقد دعت إلى تكريس مبدأ التحاكم إلى الشريعة، وإدخال كافة اللجان القضائية الإدارية تحت إمرة المحاكم الشرعية تحت مظلة وزارة العدل، وأن يقتصر ديوان المظالم على قضايا ترفع ضد الدولة أو موظفيها وأن تترك مهمة اختيار القضاة لقضاة معينين أو لهيئة كبار العلماء، وألا يفصل قاضي إلا لمخالفة شرعية. كما دعت المذكرة لتحديث القضاء بتعيين خبراء في مجالات الهندسة وغيرها في محاكم مختصة مع الإبقاء على الشريعة كمصدر أساسي للتحاكم، وطباعة الأحكام وتجميعها في مجلدات، وإقامة الدورات للقضاة ليرفعوا من جودة عملهم.

### حديث عن حقوق العباد
يبدأ هذا القسم بالقول أن الشريعة هي مصدر الحقوق، ويذكر ان «الدولة التي ترفع لواء العقيدة الإسلامية وتطبيق شريعة الإسلام» لا يحق لها تقرير حقوق لمواطنيها أو المقيمين فيها «استنباطاً من التشريعات الوضعية،» وأن تنبذ حقوق عمال نابعة عن مباديء اشتراكية أو حقوق المرأة من قواعد رأسمالية، أو تقاليد محلية مخالفة للدين الإسلامي. وتؤكد المذكرة أن واجب الدولة هو إيصال الحقوق الشرعية إلى المواطنين وإن قصرت فإنها تحاسب. ومن هذا المنطلق، فإن المذكرة ترفض مبادئ حقوق الإنسان الغربية ما دامت تخالف الشريعة. 
وتنتقد المذكرة عزل بعض موظفي الدولة كأساتذة الجامعات أو المعلمين أو القضاة أو الدعاة من مناصبهم أو منعهم من السفر أو من الدعوة لأسباب غير شرعية أو بلا تهمة ظاهرة أو لأنهم حسب المذكرة أمروا بالمعروف ونهوا عن المنكر. وأنكرت المذكرة تجسس الدولة والشرطة على المنازل أو الرسائل وتعذيبها للمواطنين، وأن المساواة أمام القضاء ليست متوفرة. كما بينت المذكرة أنه لا توجد جهة حكومية ترعى الحقوق.
ولإصلاح ذلك دعت المذكرة لإقصاء أي تشريع غير إسلامي مثل تعذيب المواطنين جسديا، أو القبض على أشخاص بدون تهمة موجهة، أو تفتيش بيوتهم أو منعهم من السفر. وعلى الحكومة أن تتيح المجال لحريات أوسع في مجال التعبير عن الرأي والتأليف والنشر وتكوين الجمعيات. وأشارت المذكرة لوجوب توفير محام للدفاع عن من ليس له محام، والإفراج عمن اعتقل بلا تهمة أو أن يقدموا لمحاكمة عادلة، وتدريب الشرطة على حقوق المواطنين وفقا للتعاليم الإسلامية.

### حديث عن الشؤون الإدارية بالدولة ومؤسساتها
يركز هذا القسم على مطالب سياسية وإصلاحات محلية تكرس مبدأ الدولة الحديثة كميسر ومدبر لأمور الناس بدلا من الرجوع إلى الشريعة كمصدر لتنظيم حياة الفرد والمجتمع. 
تذكر المذكرة أن أصول الشريعة في التنظيم الإداري أبرزها، أولا الأمانة والعلم والقوة كمعيار لتولي منصب حكومي، وأن يكون العمل الحكومي مسهلا ذو إجراءات بسيطة ومتقنة، وأن يكون هناك نظام يحاسب المخالفين أو يقوم أسلوبهم. وعددت المذكرة عددا من المشاكل في هذا المجال، أن الإدارات المختلفة في البلاد لم تتطور وتحدث منذ قيام الدولة، وأن العديد من الصلاحيات مكرسة في أشخاص معينين، وأن كثيرا من التعيينات الحكومية ليست مبنية على الخبرة، بل معارف الشخص وجاهه، وكثرة إلقاء ألقاب التفخيم على كبار المسؤولين والموظفين وأصحاب الجاه وكثرة التوجه الإقليمي والفئوي في التعيينات في بعض الجهات والمصالح الحكومية، وتكاثر أخبار الرشوة والفساد والواسطة والمحسوبية، وعدم تساوي التنمية في مختلف مناطق البلاد. 

### حديث عن الاقتصاد وإصلاحه
تبدأ المذكرة هذا القسم بالقول أن المال أمانة بيد الأمة يملكه الله ويجب أن يصرف على الأوجه التي شرعها، وألا يبذر، يجب أن يحفظ للأجيال القادمة أو يعطى للفقراء جزء منه. وتنتقد المذكرة خروقات الشريعة في الدولة السعودية وبعضها ما يلي:
- موارد الدولة الاقتصادية يكون جزء منها ربوي وآخر مال زكاة لا يجوز أن يخلط بخزينة الدولة.
- صرف المال لأوجه لا تجوز كالهبات للدول الكافرة، أو دول لا تحكم بشرع الله كالعراق والأردن أو دول فاسدة لا توصل المال للمحتاجين.
- وزارات كالصحة والتعليم يعتريها نقص في الإمكانيات المادية
- «استنزاف الموارد العامة والثروات الاستراتيجية لهذا البلد، وذلك بالزيادة الهائلة في ضخ البترول وتصديره بكميات ضخمة، والحرص على تدنّي سعره بحجة دعم استقرار الاقتصاد العالمي، ووجود اتجاه نحو تخزين البترول في أميركا وكوريا بزعم أنها أكثر أماناً كما صرّح بذلك وزير البترول السعودي.»
- انعدام الرقابة والتقييم لمصاريف الدولة المختلفة، وخاصة الرقابة الدينية.
- ضياع مال الدولة في الرشاوى والاختلاسات وغيرها من مظاهر الفساد.
- انتشار الاحتكار لعدة خدمات أو بضائع، الأمر الذي عده كاتبو المذكرة حراما
- تشريع التعاملات المالية المحرمة في البلاد، كالسماح للبنوك الربوية والاعتراف بها من الدولة.

ودعت المذكرة إلى جلب السياسات المالية للدولة قريبا من الشريعة الإسلامية، ووقف دعم الأنظمة غير الإسلامية، ووقف الربا والاحتكار والتبذير، وحثت على دفع الزكاة لمستحقيها من الفقراء. 

### حديث عن الجانب الاجتماعي ومظاهر الظلم والعنصرية
تبدأ المذكرة هذا الجزء بالآثار الإسلامية الداعية إلى توزيع الثروة على الجميع ومساعدتهم في جميع أحوالهم الاجتماعية. وتؤكد المذكرة على حق الفقراء في أموال الأغنياء عبر الزكاة. وتنادي إلى توفير دعم مادي للمحتاجين والمرضى وكبار السن وغيرهم من المال العام. وتعرج المذكرة على أحوال السعوديين الاجتماعية، فتدعو بتوفير المال لأسر محتاجة في شتى أنحاء السعودية، وتوفير الرعاية الصحية والغذاء للجميع. وتدعو لتوفير الوظائف والعيش الكريم، ومساعدة الشباب المقبلين على الزواج، وزيادة الإنفاق في مجال الصحة والتعليم والمواصلات والمساجد، وعلى الحكومة أن تعمل جاهدة على إزالة الفوارق الطبقية بين الشعب، وإيقاف بناء القصور الباهظة التكلفة.

### حديث عن القطاع العسكري والجيش عموما
تعد حرب الخليج التي أظهرت عجز القوات السعودية من صد تهديدات صدام حسين من أكبر المؤثرات التي أدت لقيام موجة من الاعتراضات على الحكومة السعودية، وخصوصا عندما استدعت الحكومة السعودية قوات أجنبية للدفاع عن أراضيها. وبما أن الهدف الأساسي من الجيش، بحب نظرة المذكرة، هو حماية الدولة الإسلامية ودينها وأهلها. وانتقدت المذكرة عدم تناسب المصروفات على قطاع الدفاع وضعف الجيش عددا وعدة وتدريبا. ونوهت المذكرة على غياب التربية الجهادية في الجيش وانعدام «أي دور جهادي لنشر دعوة التوحيد ونصرة المظلومين من المسلمين عدا فترة قصيرة رابطت فيها قواتنا في الأردن أمام العدو اليهودي.» وعلى الحكومة أن تعد جيشا قويا وصناعة عسكرية تدعمه وإنهاء أي علاقات عسكرية مع أي دولة غير إسلامية، وحصر طلب المساعدة من المسلمين فقط، والبدء بالتجنيد الإجباري للجميع.

### حديث عن الجهاز الإعلامي في الدولة
تبدأ المذكرة هذا القسم بالتركيز على أهمية الإعلام في مجال الدعوة، وتعزيز الشخصية المسلمة، وإصلاح المواطنين وفقا لتعاليم الدين، والرد على ما أسمته المذكرة «دعاوى أعداء الإسلام.» وترى المذكرة تقصيرا من الحكومة في تحقيق هذه الأمور، فالإعلام الحكومي ينشر أكاذيب، ويعظم أشخاصا، وتحجيم دورة الدعاة، وإضاعة الوقت بما لا فائدة له أو قتل الفرص لإبداع المواطنين. وتنكر المذكرة الرقابة على الإعلام من الحكومة ودورها في إخفاء الحقائق، وبذلك، تدعو المذكرة لإعلام يأمر بالمعروف وينهى عن المنكر، وفسح المجال للتعبير عن الرأي، والسماح للعلماء والوعاظ للحديث في الإعلام، والسماح للقطاع الخاص بالعمل في الإعلام، وأن الرقابة الصحيحة هي التي تتبع التعاليم الإسلامية، وتحجب الصور الخليعة أو صور النساء غير المحجبات، وأن قيادة الإعلام يجب أن تكون علماء مشهود لهم بالصلاح والصدق. 
الجدير بالذكر أن المذكرة جاءت في وقت منع فيه عدد من العلماء من الحديث وإعطاء الدروس أو توزيع الأشرطة مثل سفر الحوالي. 

### حديث عن السياسة الخارجية للدولة واستراتيجياتها
المذكرة تخبر أن للسياسة الخارجية ثلاث أهداف، نشر الإسلام، وتوحيد المسلمين، ونصرة قضاياهم. وتنكر المذكرة إهمال الحكومة السعودية دعم الحركات الإسلامية المختلفة المضطهدة من قبل حكومات مختلفة كالحكومة الجزائرية أو السورية. تنتقد المذكرة علاقة الحكومة السعودية مع الحكومة الأمريكية لأنها «تقود العداء للإسلام.» وتذكر أن سفارات المملكة ليست مقصرة في مجال الدعوة فحسب، بل تشتري ولاء صحفيين وأحزاب سياسية أطمعتهم في السعودية «ابتزازا ومساومة.» كحل، اقترحت المذكرة قطع علاقات مع أي حكومة معادية للإسلام، وجعل الإسلام ونشره ونصرته هدف السياسة الخارجية، وإصلاح السفارات لئلا تنشر أو تتبع أي إجراءات أو عادات غير إسلامية.
ويشير ذات المصدرإلى أنه من أهم الأفكار الواردة في المذكرة تدور حول إنشاء مجلس شورى «وذلك قبل إنشاءه»، وعرض اللوائح والأنظمة السياسية والاقتصادية والإدارية على أحكام الشريعة، في إشارة إلى أن السلطة التشريعية للدولة والتي من المفترض أن يتم إستحداثها بطبيعة الحال، يجب أن لا تشرع ولا تقوم بأي تعديل قانوني في الأنظمة والقوانين إلا من خلال وجود لجان شرعية أي دينية، تراجع مدى صلاحيتها وتطابقها مع ما تراه في نظرها متوائما ومطابقا لأحكام الشريعة والتي هي مبدئيا: القرآن الكريم والسنة النبوية.

## أحداث ما بعد نشر المذكرة
لقد تسبب نشر المذكرة بطريقة علنية حينها بإثارة الجدل، وذلك من خلال طباعة المنشورات في نسخ من المذكرة وتوزيعها بين أساتذة الجامعات والطلاب والمصلين في المساجد، كذلك قرأ البيان حينها من خلال شريط صوتي (كاسيت) بعنوان: المدفع العملاق، بصوت مجهول، وانتشر الشريط وبنسخ مختلفة بكل سرعة بين الناس، فكان العائد بعد ذلك ومن خلال ردة الفعل الحكومية والسلطة السياسية عموما في السعودية قاسية جدًا، في اعتبار هذا الأسلوب مخالفا للعرف السائد والتقليد المتبع بما يخص طريقة النصيحة وكيفيتها، والتي اكتسبت الآن صفة: المعارضة.
استدعت الحكومة العديد من الأسماء التي قامت بإعداد البيان للتحقيق، واعتقلت أسماء أخرى، وأعلنت أسماء أخرى انسحابها من البيان، وأنكرت أخرى توقيعها ومعرفتها بالبيان. وبرغم ذلك، استمر العديد من الموقعين على النداء بتنفيذ الإصلاحات المقترحة.

## النتائج
تحققت بعض مطالب المذكرة وهي من المطالب التي تكاد تتفق عليها معها أيضا البيانات التي سبقتها، كإعادة هيكلة نظام مجلس الشورى السعودي وذلك بأمر ملكي في عهد الملك فهد الصادر عام 1992، حيث قال في كلمة متلفزة على الهواء مباشرة: ونحن اليوم، إذ نواصل هذا النهج الإسلامي الذي سار عليه الملك عبد العزيز ي انما نرسخ بذلك دعائم الشورى بأسلوب يقوم على أسس واضحه واختصاصات بينة منطلقين من مفهومنا العميق لهذا النهج الإسلامي الثابت الذي جاء في كتابه العزيز لا يأتيه الباطل من بين يديه ولا من خلفه.
كذلك إعلان النظام الأساسي للحكم في نفس العام 1992، بأمر ملكي في عهد الملك فهد، والذي يتضمن نظام المناطق (المقاطعات)، حيث نص الأمر الملكي: بناءً على ما تقتضيه المصلحة العامة، ونظراً لتطور الدولة في مختلف المجالات، ورغبة في تحقيق الأهداف التي نسعى إليها، أمرنا بما هو آت: إصدار النظام الأساسي للحكم بالصيغة المرفقة.